# Эйлерово частично упорядоченное множество
В комбинаторике эйлерово частично упорядоченное множество — это градуированное частично упорядоченное множество, в котором любой нетривиальный интервал имеет одно и то  же число элементов чётного и нечётного рангов. Эйлерово частично упорядоченное множество, являющееся решёткой, называют эйлеровой решёткой. Название дано в честь известного швейцарского, прусского и российского математика Леонарда Эйлера. Эйлеровы решётки обобщают решётки граней выпуклых многогранников и многие современные исследования посвящены расширению известных результатов комбинаторики многогранников, таких как различные ограничения на f-векторы выпуклых симплициальных многогранников, на эти более общие случаи.

## Примеры
- Решётка граней выпуклого многогранника, состоящая из его граней, вместе с наименьшим элементом, пустой гранью, и наибольшим элементом, самим многогранником, является эйлеровой решёткой. Условие чётности/нечётности вытекает из формулы Эйлера.
- Любая симплициальная обобщённая гомологическая сфера является эйлеровой решёткой.
- Пусть {\displaystyle L} — регулярный клеточный комплекс, такой, что {\displaystyle |L|} является многообразием, эйлерова характеристика которого совпадает с эйлеровой характеристикой сферы той же размерности (это условие пусто, если размерность нечётна). Тогда частично упорядоченное множество клеток комплекса {\displaystyle L}, порядок на которых задаётся включением их замыканий, является эйлеровым частично упорядоченным множеством.
- Пусть {\displaystyle (W,\leq )} — группа Коксетера, снабженная порядком Брюа. Тогда {\displaystyle (W,\leq )} является эйлеровым частично упорядоченным множеством.

## Свойства
- Условия из определения эйлерового частичного упорядоченного множества {\displaystyle P}  можно эквивалентно переформулировать в терминах функции Мёбиуса:

{\displaystyle \mu _{P}(x,y)=(-1)^{|y|-|x|}} для всех {\displaystyle x\leq y.}
- Пусть {\displaystyle P} – эйлерово частично упорядоченное множество с наибольшим элементом, тогда двойственное к нему частично упорядоченное множество, полученное обращением частичного порядка на {\displaystyle P}, тоже является эйлеровым.
- В 1997 году Ричард Стэнли ввёл понятие торического  {\displaystyle h}-вектора для ранжированного частично упорядоченного множества. Это понятие обобщает понятие {\displaystyle h}-вектора для симплициального многогранника.[1] Он доказал, что уравнения Дена — Сомервиля

{\displaystyle h_{k}=h_{d-k}\,}
выполняются для любых эйлеровых частично упорядоченных множеств ранга {\displaystyle d+1}. Однако, для эйлеровых частично упорядоченных множеств, строящихся по регулярным клеточным комплексам или выпуклым многогранникам, торический {\displaystyle h}-вектор и сам не определяет однозначно число клеток или граней различных размерностей, и не определяется с помощью такой информации о клетках или гранях. Торический {\displaystyle h}-вектор на данный момент не имеет прямой комбинаторной интерпретации.
- Звездное произведение эйлеровых частично упорядоченных множеств снова является эйлеровым частично упорядоченным множеством.